# Graciano Martínez
Graciano Martínez Suárez (Pola de Laviana, 1869-Madrid, 1925) fue un escritor, sacerdote y misionero español, miembro de la Orden de San Agustín.

## Biografía
Nació el 23 de marzo de 1869 en la localidad asturiana de Pola de Laviana y fue hermano del también agustino Faustino Martínez Suárez. Director de la revista España y América, falleció el 2 de enero de 1925 en Madrid y fue enterrado en el cementerio de la Almudena.
Entre sus obras se encontraron títulos como Flores de un día, Sermones y discursos y La objeción contemporánea contra la Cruz, Hacia una España genuina, Semblanza del primer superhombre, ó Nietzsche y el Nietzschismo (1919), El libro de la mujer española, Hacia la solución pacífica de la cuestión social, Si no hubiera cielo... y De paso por las bellas letras.